# NN-288
La carretera NN‑288 es una vía departamental secundaria ubicada en el municipio de Prinzapolka, en la Región Autónoma de la Costa Caribe Norte de Nicaragua. Con una longitud de 118.34 kilómetros, conecta la comunidad de El Susto (zona de la Iglesia Morava) con el empalme a Soledad en San Pedro del Norte. 
La vía atraviesa comunidades rurales como Palmera, Llanos de Palmera, y recorre parte de la Reserva Natural Alamikamba, llegando hasta el poblado ribereño de Alamikamba, ubicado a orillas del río Prinzapolka. Su construcción se realizó entre 2005 y 2006, facilitando el acceso a una de las zonas más aisladas de la región caribeña.

## Trazado y cruces
La siguiente tabla muestra su recorrido, localidades y principales conexiones:
| km     | Localidad           | Departamento | Conexión / Ruta |
| ------ | ------------------- | ------------ | --------------- |
| 0.0    | El Susto            | RACCN        |                 |
| …      | Palmera             | RACCN        |                 |
| …      | Llanos de Palmera   | RACCN        |                 |
| …      | Alamikamba          | RACCN        |                 |
| 118.34 | San Pedro del Norte | RACCN        |                 |